# كارلوس هورتادو
كارلوس هورتادو (بالإسبانية: Carlos Hurtado)‏ هو مصارع رياضي بيروفي، ولد في 7 أكتوبر 1951.

## وصلات خارجية
- كارلوس هورتادو على موقع أوليمبيديا (الإنجليزية)